# Owen Barfield
Owen Barfield (Londres, 9 de noviembre de 1898-Forest Row, Sussex, 14 de diciembre de 1997) fue un filósofo, escritor, poeta y crítico inglés. Estudió en el Wadham College, Oxford y obtuvo un título de primera clase en lengua y literatura inglesas en 1920. Tras terminar su tesis, que se convertiría en el libro Poetic Diction, se ganó la vida como abogado. Barfield fue una importante influencia intelectual en C. S. Lewis, quien le dedicó su libro La alegoría del amor. 

## Biografía

### Miembro de los Inklings
Barfield ha sido llamado "el primer y último Inkling". En efecto, fue miembro fundador del grupo de los Inklings, basado en Oxford. Ejerció gran influencia en C. S. Lewis y, a través de su obra Poetic Diction, sobre J. R. R. Tolkien. 
Lewis se hizo íntimo amigo suyo a partir de mediados de los años veinte, y lo calificó como "el mejor y más sabio de mis maestros informales". Barfield no se tomaba la filosofía a la ligera, como prueba una famosa anécdota en la cual Lewis se refirió a ella como "una materia" y Barfield respondió un tanto airado que "para Platón la filosofía no era una 'materia'. Era un camino". Al parecer Lewis se tomó en serio esta aseveración.

### Antroposofía
Barfield fue también un defensor de la antroposofía. Así, estudió durante toda su vida la  obra y biografía de Rudolf Steiner, y muchos de sus primeros ensayos aparecieron en publicaciones antroposóficas. Como consecuencia, el estudio de los textos básicos de Steiner arroja luz sobre la obra de Barfield.

### Influencia y opiniones
Barfield podría caracterizarse como pensador cristiano y como un cultivado escritor holístico. La mayoría de sus obras aún están a la venta, e incluyen Unancestral Voice; History, Guilt, and Habit; Romanticism Comes of Age; Rediscovery of Meaning; Speaker's Meaning; y Worlds Apart. History in English Words se propone contar la historia de la civilización occidental explorando los cambios en los significados de diversas palabras. Saving the Appearances: A Study in Idolatry está en la lista de los 100 mejores libros espirituales del siglo XX de Philip Zaleski. 
Su breve libro Saving the Appearances explora unos 3.000 años de historia. En él argumenta que la evolución de la vida es inseparable de la de la conciencia, y que es erróneo desde un punto de vista físico y filosófico considerar a la materia como desprovista de mente. Este libro influyó en otros, como el físico Stephen Edelglass (que escribió The Marriage of Sense and Thought) y el filósofo existencialista galo Gabriel Marcel, que recomendó su publicación en francés.
Barfield también influyó en T. S. Eliot (que más tarde enseñaría al joven John Betjeman en la vieja escuela de Barfield, Highgate School), que diría lo siguiente sobre su libro Worlds Apart: "es un viaje por los mares del pensamiento, muy lejos de las rutas comunes de los navegantes intelectuales". Se trata de un diálogo ficticio entre un físico, un biólogo, un psiquiatra, un abogado-filólogo, un analista lingüístico, un teólogo, un profesor jubilado de la pedagogía Waldorf  y un joven empleado en un centro de investigación sobre cohetes. En el curso de tres días los personajes llegan a debatir los primeros principios (prima principia).
En Poetic Diction, Barfield sugiere que muchos conceptos entre los que distinguimos hoy día formaron una unidad en otro tiempo, lo que se refleja en la historia de muchas palabras. Por ejemplo, la palabra griega pneuma (que puede traducirse como "aliento", "espíritu" o "viento") refleja, según Barfield, la antigua unidad de los conceptos de aire y espíritu. En su libro Splintered Light, Verlyn Flieger analiza la influencia de la Poetic Diction de Barfield en el pensamiento y la obra de J. R. R. Tolkien.
La obra de Barfield también es objeto de comentario en libros más recientes, como The Future Does Not Compute: Transcending the Machines in Our Midst (Stephen Talbott), The Social Creation of Nature (Neil Evernden), Philosophy and the Evolution of Consciousness (Daniel Smitherman) y The Reenchantment of the World (Morris Berman).
El novelista ganador del premio Nobel Saul Bellow escribió: Hay muchos escritores interesantes, pero Owen Barfield no se contenta con ser simplemente eso. Su ambición es liberarnos... de la prisión que nos construimos con nuestras formas de conocimiento, nuestros falsos y limitados hábitos de pensamiento, nuestro ‘sentido común´.

## Obra
Para una bibliografía completa que incluye todos los ensayos, véase nota.
- The Silver Trumpet, novela. (1925)
- History in English Words (1926) ISBN 978-0-940262-11-9
- Poetic Diction: A Study In Meaning (1928) ISBN 978-0-9559582-4-3
- Romanticism Comes of Age (1944) ISBN 978-0-9569423-1-9
- Greek Thought in English Words (1950) ensayo en: G. Rostrevor Hamilton, ed. (1950), Essays and Studies 1950 3, London: John Murray, pp. 69-81.
- This Ever Diverse Pair (1950) ISBN 978-0-9559582-5-0
- Saving the Appearances: a Study in Idolatry (1957) ISBN 978-0-9559582-8-1
  - Evolution – Der Weg des Bewusstseins: Zur Geschichte des Europaischen Denkens (1957), en alemán, Markus Wulfing (trad.) ISBN 978-3-925177-11-8
  - Salvare le apparenze: Uno studio sull'idolatria (2010), en italiano, Giovanni Maddalena, Stephania Scardicchio (editores) ISBN 978-88-211-6521-4
  - Salvar las apariencias. Un estudio sobre idolatría (2015),[3] en español, traducción Joaquín Chamorro Mielke, prólogo Sam Betts ISBN 978-84-943030-6-7
- Worlds Apart: A Dialogue of the 1960s (1963) ISBN 978-0-9559582-6-7
- Unancestral Voice (1965) ISBN 978-0-9559582-7-4
- Speaker's Meaning (1967) ISBN 978-0-9569423-0-2
- What Coleridge Thought (1971)
- The Rediscovery of Meaning and Other Essays (1977) ISBN 978-0-9569423-3-3
  - El arpa y la cámara (2019),[4][5][6][7] en español, traducción María Tabuyo y Agustín López ISBN 978-84-949054-3-8
- History, Guilt, and Habit (1979) ISBN 978-1-59731-108-3
- Reseña de Julian Jaynes, The Origin of Consciousness in the Breakdown of the Bicameral Mind (1979), ensayo en: Teachers College Record 80 (3), 1979–2002, pp. 602-604.
- Language, Evolution of Consciousness, and the Recovery of Human Meaning (1981), ensayo reimpreso en "Toward the Recovery of Wholeness: Knowledge, Education, and Human Values", ISBN 978-0-8077-2758-4, p 55–61.
- The Evolution Complex (1982), ensayo en Towards 2.2 6 (12), Spring 1982, pp. 14-16.
- Introducing Rudolf Steiner (1983), ensayo en Towards 2.4 42 (43), Fall–Winter 1983.
- Orpheus verse drama. (1983) ISBN 978-0-940262-01-0
- Listening to Steiner (1984), reseña en Parabola 9.4, 1985, pp. 94-100.
- Reflections on C.S. Lewis, S.T. Coleridge and R. Steiner: An Interview with Barfield (1985) en: Towards 2.6, Spring–Summer 1985, pp. 6-13.
- Owen Barfield on C. S. Lewis (1989), G. B. Tennyson (ed.) ISBN 978-1-59731-100-7
- The Child and the Giant (1988), cuento en Child and Man: Education as an Art 22 (2), July 1988, pp. 5-7.
  - Das Kind und der Riese – Eine orphische Erzählung (1990), en alemán, Susanne Lin (trad.)
- A Barfield Reader: Selections from the Writings of Owen Barfield (1990), G. B. Tennyson (ed.) ISBN 978-0-8195-6361-3
- A Barfield Sampler: Poetry and Fiction by Owen Barfield (1993), editado por Jeanne Clayton Hunter y Thomas Kranidas ISBN 978-0-7914-1588-7
- The "Great War" of Owen Barfield and C.S. Lewis: Philosophical Writings, 1927-1930 (2015), Norbert Feinendegen y Arend Smilde (ed.), Inklings Studies Supplements, Nr. 1. ISSN 2057-6099

## Edición en español
- El arpa y la cámara. Traducción María Tabuyo y Agustín López. Cartoné. Colección Imaginatio vera. Vilaür: Ediciones Atalanta. 2019. ISBN 978-84-949054-3-8.
- Salvar las apariencias. Un estudio sobre idolatría. Traducción Joaquín Chamorro Mielke. Prólogo Sam Betts. Cartoné. Colección Imaginatio vera. Vilaür: Ediciones Atalanta. 2015. ISBN 978-84-943030-6-7.